# Liste von Bergen in Irland
Die Liste von Bergen in Irland enthält die wichtigsten Gebirge und höchsten Berge auf der irischen Insel.

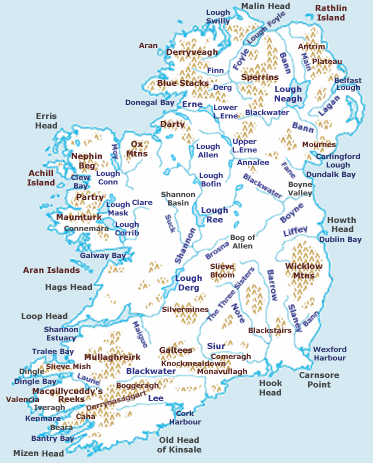
Karte mit den Gebirgen, Seen, Flüssen und anderen geologischen Besonderheiten Irlands (größere Version)

Die Informationen stammen aus dem Buch: „A GUIDE TO IRELAND'S MOUNTAIN SUMMITS“.
Ebenfalls sind sie im Internet auf der Mountainviews-Seite zu finden.

## Gebirge in Irland
Diese Tabelle umfasst alle Gebirge mit mindestens 500 m hohen Bergen. Sie beginnt in der Grafschaft Kerry und wird geografisch gesehen entgegen dem Uhrzeigersinn fortgesetzt. Liegt ein Gebirge in mehreren Grafschaften und hat dort auch Berge über 500 m, so wird es auch mehrmals aufgeführt.
| Provinz  | Grafschaft    | Gebirge                        |
| -------- | ------------- | ------------------------------ |
| Munster  | Kerry         | Brandon Group                  |
|          |               | Dingle West                    |
|          |               | Central Dingle                 |
|          |               | Slieve Mish Mountains          |
|          |               | Dunkerron Mountains            |
|          |               | Macgillycuddy’s Reeks          |
|          |               | Mangerton                      |
|          |               | The Paps                       |
|          |               | Derrynasaggart Mountains       |
|          |               | Purple Mountain                |
|          |               | Caha Mountains                 |
|          |               | Glenbeigh Horseshoe            |
|          |               | Iveragh Nordwest               |
|          |               | Shehy/Knockboy                 |
|          | Cork          | Shehy/Knockboy                 |
|          |               | Caha Mountains                 |
|          |               | Derrynasaggart Mountains       |
|          |               | Boggeragh Mountains            |
|          | Limerick      | Galtee Mountains               |
|          |               | Ballyhoura Mountains           |
|          | Clare         | Slieve Bernagh                 |
|          | Tipperary     | Galtee Mountains               |
|          |               | Silvermine Mountains           |
|          |               | Mauherslieve                   |
|          |               | Knockmealdown Mountains        |
|          |               | South Midlands                 |
|          | Waterford     | Knockmealdown Mountains        |
|          |               | Comeragh Mountains             |
| Leinster | Wexford       | Blackstairs Mountains          |
|          |               | Dublin/Wicklow Mountains       |
|          | Kilkenny      | South Midlands                 |
|          | Carlow        | Blackstairs Mountains          |
|          | Offaly        | Slieve Bloom Mountains         |
|          | Laois         | Slieve Bloom Mountains         |
|          | Wicklow       | Dublin/Wicklow Mountains       |
|          | Dublin        | Dublin/Wicklow Mountains       |
|          | Louth         | Cooley                         |
| Ulster   | Armagh        | Slieve Gullion                 |
|          | Down          | Mourne Mountains               |
|          | Antrim        | Antrim Hills                   |
|          | Derry/L'derry | Sperrin Mountains              |
|          | Tyrone        | Sperrin Mountains              |
|          | Fermanagh     | Cuilcagh Mountains             |
|          | Donegal       | Inishowen                      |
|          |               | Derryveagh Mountains           |
|          |               | Glendowan Mountains            |
|          |               | Donegal South-West             |
|          |               | Blue Stack Mountains           |
|          | Cavan         | Cuilcagh Mountains             |
| Connacht | Sligo         | Dartry Mountains               |
|          |               | Ox Mountains oder Slieve Gamph |
|          | Leitrim       | Iron Mountains                 |
|          |               | Dartry Mountains               |
|          | Mayo          | Nephin Beg Range               |
|          |               | Nephin                         |
|          |               | Mweelrea Mountains             |
|          |               | Achill                         |
|          |               | Corraun                        |
|          |               | Croagh Patrick                 |
|          |               | Sheefry Hills                  |
|          |               | Ben Gorm                       |
|          | Galway        | Partry Mountains               |
|          |               | Joyce Country                  |
|          |               | Twelve Bens                    |
|          |               | Maamturks                      |

## Die höchsten Berge in Irland
Hier werden die höchsten Berge ab 750 m und einer Schartenhöhe ab 90 m aufgeführt. Angegeben werden der Name, der irische Name mit seiner Bedeutung, die Höhe, die Schartenhöhe (SH), das zugehörige Gebirge und ein Bild.
| Name des Berges    | Irischer Name                                   | Höhe in m | Gebirge                  | SH in m | Bild |
| ------------------ | ----------------------------------------------- | --------- | ------------------------ | ------- | ---- |
| Carrauntoohil      | Corrán Tuathail Tuathail's sickle               | 1038,6 m  | Macgillycuddy’s Reeks    | 1038 m  |      |
| Beenkeragh         | Binn Chaorachl Mountain of sheep                | 1007,9 m  | Macgillycuddy’s Reeks    | 91 m    |      |
| Caher              | Cathair Stone fort                              | 1000,0 m  | Macgillycuddy’s Reeks    | 100 m   |      |
| Knocknapeasta      | Cnoc na Péiste Hill of the serpent              | 988 m     | Macgillycuddy’s Reeks    | 253 m   |      |
| Mount Brandon      | Cnoc Bréanainn Brendan's hill                   | 951,7 m   | Brandon Group            | 934 m   |      |
| Lugnaquilla        | Log na Coille Hollow of the wood                | 925 m     | Dublin/Wicklow Mountains | 915 m   |      |
| Galtymore          | Cnoc Mór na nGaibhlte Big hill of the Galtees   | 917,9 m   | Galtee Mountains         | 898 m   |      |
| Baurtregaum        | Barr Trí gCom Top of the three hollows          | 851 m     | Slieve Mish Mountains    | 643 m   |      |
| Slieve Donard      | Sliabh Dónairt (St.) Dónairt's mountain         | 850 m     | Mourne Mountains         | 822 m   |      |
| Mullaghcleevaun    | Mullach Cliabháin Summit of the cradle          | 849 m     | Dublin/Wicklow Mountain  | 374 m   |      |
| Brandon Peak       | Barr an Ghéaráin Top of the Fang                | 840 m     | Brandon Group            | 190 m   |      |
| Mangerton Mountain | an Mhangarta The long-haired (mountain)         | 839 m     | Mangerton                | 584 m   |      |
| Caherconree        | Cathair Conraoi Stone ringfort of Cú Roí        | 835 m     | Slieve Mish Mountains    | 129 m   |      |
| Purple Mountain    | an Sliabh Corcra Purple Mountain                | 832 m     | Purple Mountain          | 597 m   |      |
| Beenoskee          | Binn os Gaoith Mountain above the wind/estuary  | 826 m     | Central Dingle           | 491 m   |      |
| Lyracappul         | Ladhar an Chapaill Fork/confluence of the horse | 825 m     | Galtee Mountains         | 100 m   |      |
| Tonelagee          | Tóin le Gaoith Back-side to the wind            | 817 m     | Dublin/Wicklow Mountains | 202 m   |      |
| Mweelrea           | Cnoc Maol Réidh Smooth bald hill                | 814 m     | Mweelwrea Mountains      | 779 m   |      |
| Nephin             | Néifinn Heavenly/Sanctuary                      | 806 m     | Nephin                   | 778 m   |      |
| Ben Lugmore        | Binn Log Mhór Peak of the big hollow            | 803 m     | Mweelrea Mountains       | 158 m   |      |
| Greenane           | An Grianán Sunny spot                           | 802 m     | Galtee Mountains         | 157 m   |      |
| Mount Leinster     | Stua Laighean Prince (warrior) of Leinster      | 795 m     | Blackstairs Mountains    | 707 m   |      |
| Knockmealdown      | Cnoc Mhaoldomhnaigh Hill of Muldowney           | 794 m     | Knockmealdow Mountains   | 682 m   |      |
| Fauscoum           | Fáschom Empty hollow                            | 792 m     | Comeragh Mountains       | 622 m   |      |
| Temple Hill        | Cnoc an Teampaill Hill of the church            | 785 m     | Galtee Mountains         | 190 m   |      |
| Stumpa Dúloigh     | Stumpa Dúloigh Stump of the black lake          | 784 m     | Dunkerron Mountains      | 499 m   |      |
| Mullaghanattin     | Mullach an Aitinn Summit of the gorse           | 773 m     | Dunkerron Mountains      | 528 m   |      |
| Barrclashcame      | Barr Chlais Céim Top of the trench of the step  | 772 m     | Sheefry Hills            | 720 m   |      |
| Coomacarrea        | Com an Charria Hollow of the stag               | 772 m     | Glenbeigh Horseshoe      | 457 m   |      |
| Slieve Commedagh   | Sliabh Coimhéideach Watching/guarding mountain  | 767 m     | Mourne Mountains         | 180 m   |      |
| Croagh Patrick     | Cruach Phádraig Patrick' stack                  | 764 m     | Croagh Patrick           | 639 m   |      |
| Masatiompan        | Más an Tiompán Rump of the drum/hump/hollow     | 763 m     | Brandon Group            | 108 m   |      |
| Camenabologue      | Céim na mBulóg Stack/pass of the bullocks       | 758 m     | Dublin/Wicklow Mountains | 133 m   |      |
| Kippure            | Cipiúr ???                                      | 757 m     | Dublin/Wicklow Mountains | 262 m   |      |
| Knockanaffrin      | Cnoc an Aifrinn Hill of the mass                | 755 m     | Comeragh Mountains       | 289 m   |      |
| Errigal            | An Earagail Oratory (?)                         | 751 m     | Derryveagh Mountains     | 688 m   |      |

## Weitere Berge und die höchsten Erhebungen eines jeden Countys

### Bekannte Berge
Hier werden einige bekannte Berge unter 750 m Höhe und unabhängig von ihrer Schartenhöhe aufgelistet.
| Name des Berges      | Irischer Name                                      | Höhe in m | Gebirge                  | SH in m | Bild |
| -------------------- | -------------------------------------------------- | --------- | ------------------------ | ------- | ---- |
| Arderin              | Ard Éireann The height of Ireland                  | 527 m     | Slieve Bloom Mountains   | 320 m   |      |
| Ben Crom             | Binn Chrom Curved/stooped peak                     | 526 m     | Mourne Mountains         | 81 m    |      |
| Benbaun              | Binn Bhán White peak                               | 729 m     | Twelve Bens              | 684 m   |      |
| Ben Bulben           | Binn Ghulbain Gulban's peak oder Jaw-shaped peak   | 526 m     | Dartry Mountains         | 61 m    |      |
| Blackstairs Mountain | An Staighre Dubh The black stairs                  | 735 m     | South Midlands           | 540 m   |      |
| Brandon Hill         | Cnoc Bhréanail Hill of Bréanal                     | 575 m     | South Midlands           | 450 m   |      |
| Croaghaun            | Cruachán Little stack                              | 688 m     | Achill                   | 688 m   |      |
| Devilsmother         | Binn Garbh Rough peak                              | 645 m     | Partry Mountains         | 280 m   |      |
| Djouce               | Dioghais Fortified height                          | 725 m     | Dublin/Wicklow Mountains | 200 m   |      |
| Great Sugar Loaf     | Ó Cualann Lump of Cualu                            | 501 m     | Dublin/Wicklow Mountains | 216 m   |      |
| Hungry Hill          | Cnoc Daod Hill of the tooth/set of teeth           | 685 m     | Caha Mountains           | 400 m   |      |
| Keadeen              | Céidín Flat topped hill                            | 653 m     | Dublin/Wicklow Mountains | 334 m   |      |
| Keeper Hill          | Sliabh Coimeálta Mountain of the guarding          | 694 m     | Keeper Hill              | 627 m   |      |
| Mount Eagle          | Sliabh an Iolair Mountain of the eagle             | 516 m     | Dingle West              | 461 m   |      |
| Muckish Mountain     | An Mhucais The pig back/ridge                      | 667,1 m   | Derryveagh Mountains     | 523 m   |      |
| Nephin Beg           | Néifinn Bheag Little sanctuary                     | 627 m     | Nephin Beg Range         | 365 m   |      |
| Sawel                | Samhail Phite Méabha Resemblance of Maeve's vulva  | 678 m     | Sperrin Mountains        | 657 m   |      |
| Slieve Anierin       | Sliabh an Iarainn Mountain of the iron             | 585 m     | Iron Mountains           | 245 m   |      |
| Slieve Binnian       | Sliabh Binneáin Mountain of the small peak         | 747 m     | Mourne Mountains         | 283 m   |      |
| Slieve Foye          | Sliabh Feá Mountain of rushes                      | 589 m     | Cooley                   | 494 m   |      |
| Slieve Gullion       | Sliabh gCuillinn Mountain of the steep slope/holly | 573 m     | Slieve Gullion           | 478 m   |      |
| Slieve League        | Sliabh Liag Mountain of the flagstones             | 595 m     | Donegal South-West       | 470 m   |      |
| Slieve Snaght        | Sliabh Sneachta Mountain of snow                   | 675 m     | Inishowen                | 600 m   |      |
| Slievemore           | Sliabh Mór The big mountain                        | 671 m     | Achill                   | 582 m   |      |
| Slievenamon          | Sliabh na mBan Mountain of the women               | 721 m     | South Midlands           | 711 m   |      |
| The Paps             | An Dá Chích The two breasts                        | 694 m     | The Paps                 | 623 m   |      |
| Trostan              | Trostán Pole/Staff                                 | 550 m     | Antrim Hills             | 515 m   |      |

### Die höchsten Gipfel eines jeden Countys
In einigen Fällen liegen Gipfel in 2 Countys. Dabei können sie für beide jeweils der höchste Gipfel sein (Laois/Offaly), aber auch nur für ein County der höchste Gipfel sein, wobei das zweite einen höheren Gipfel hat (Wicklow/Dublin).
| County            | Name               | Höhe     | Rang          | Bemerkung                           |
| ----------------- | ------------------ | -------- | ------------- | ----------------------------------- |
| Kerry             | Carrauntoohil      | 1038,6 m | 1.            | Höchster Berg in Irland und Munster |
| Wicklow           | Lugnaquilla        | 905 m    | 13.           | Höchster Berg in Leinster           |
| Limerick          | Galtymore          | 898 m    | 14.           |                                     |
| Tipperary         | Galtymore          | 898 m    | 14.           |                                     |
| Down              | Slieve Donard      | 822 m    | 19.           | Höchster Berg in Ulster             |
| Mayo              | Mweelrea           | 779 m    | 34.           | Höchster Berg in Connacht           |
| Carlow            | Mount Leinster     | 795 m    | 44.           |                                     |
| Wexford           | Mount Leinster     | 795 m    | 44.           |                                     |
| Waterford         | Knockmealdown      | 794 m    | 45.           | Gipfel gehört auch zu Tipperary     |
| Dublin            | Kippure            | 757 m    | 73.           | Gipfel gehört auch zu Wicklow       |
| Donegal           | Errigal            | 751 m    | 76.           |                                     |
| Galway            | Benbaun            | 729 m    | 89.           |                                     |
| Cork              | Knockboy           | 706 m    | 104.          | Gipfel gehört auch zu Kerry         |
| Derry/Londonderry | Sawel Mountain     | 678 m    | 144.          |                                     |
| Tyrone            | Sawel Mountain     | 678 m    | 144.          |                                     |
| Cavan             | Cuilcagh           | 665 m    | 165.          |                                     |
| Fermanagh         | Cuilcagh           | 665 m    | 165.          |                                     |
| Sligo             | Truskmore          | 647 m    | 201.          |                                     |
| Leitrim           | Truskmore SE Cairn | 631 m    | 229.          |                                     |
| Louth             | Slieve Foye        | 589 m    | 299.          |                                     |
| Armagh            | Slieve Gullion     | 573 m    | 323.          |                                     |
| Antrim            | Trostan            | 550 m    | 361.          |                                     |
| Clare             | Moylussa           | 531,6 m  | 390.          |                                     |
| Laois             | Arderin            | 527 m    | 399.          |                                     |
| Offaly            | Arderin            | 527 m    | 399.          |                                     |
| Kilkenny          | Brandon Hill       | 515 m    | 425.          |                                     |
| Roscommon         | Seltannasaggart    | 412 m    | 699.          |                                     |
| Kildare           | Cupidstown Hill    | 379 m    | 872.          |                                     |
| Monaghan          | Slieve Beagh       | 373 m    | 878.          |                                     |
| Longford          | Corn Hill          | 278 m    | 980.          |                                     |
| Meath             | Slieve na Calliagh | 276 m    | 982.          |                                     |
| Westmeath         | Mullaghmeen        | 258 m    | nicht bekannt |                                     |